# 4271 Новосибирск
4271 Новосибирск (енгл. 4271 Novosibirsk) је астероид главног астероидног појаса са средњом удаљеношћу од Сунца која износи 3,011 астрономских јединица (АЈ).
Апсолутна магнитуда астероида је 11,8.